# 武汉大学水资源与水电工程科学国家重点实验室
武汉大学水资源与水电工程科学国家重点实验室是武汉大学4个中国国家重点实验室之一。

## 沿革
2003年12月批准建设，2006年10月通过中华人民共和国科技部建设验收。实验室依托武汉大学，主要研究水资源时空演变与综合调度、农业节水及环境效应、河流水沙运动与江湖治理、水工结构与库坝安全、水电站安全运行与控制。

## 设立机构
水资源与水电工程科学国家重点实验室有五个研究所：
- 水文水资源研究所
- 农业水利研究所
- 河流湖泊研究所
- 水工结构研究所
- 水电站安全研究所

## 資料來源
1. ↑  .   [2016-12-04]. （原始内容存档于2016-12-20）.
2. ↑  河海大学《水利大辞典》编辑修订委员会编. . 上海：上海辞书出版社. 2015.10: 507. ISBN 978-7-5326-4474-2.